# Nicola Tommaso Pace
Nicola Tommaso Pace (Lanciano, 19 aprile 1903 – 14 giugno 1981) è stato un politico italiano.